# Héloïse Leloir
Héloïse Leloir, född 1819, död 1873, var en fransk illustratör. Hon är känd för sina illustrationer av det samtida Parismodet i modejournaler som La Mode Illustrée.